# 佐藤宏海
佐藤 宏海（さとう ひろみ）は、日本の漫画家。
『要介護ロボ フロイライン』でアフタヌーン四季賞2015年冬のコンテスト佳作を受賞。『good!アフタヌーン』（講談社）2017年7月号の読み切り企画「四季賞新人戦」第1回に『いそあそび』が掲載されてデビュー。
同作が2017年11月号から連載化された。

## 作品リスト

### 連載
- いそあそび（『good!アフタヌーン』2017年12号 - 2019年5号、全3巻） - 連載デビュー作。
- とんがり帽子のキッチン（『月刊モーニングtwo』2020年1号 - 連載中、原作：白浜鴎、既刊5巻） - 『とんがり帽子のアトリエ』のスピンオフ作品。

### 読み切り
- いそあそび （『good!アフタヌーン』2017年7月号） - デビュー作。
- 要介護ロボ フロイライン（『コミックDAYS』2018年10月13日配信） - アフタヌーン四季賞2015年冬のコンテスト佳作受賞作。